# Étang de la Gruère
L’étang de la Gruère est un étang suisse, dans le canton du Jura.

## Localisation
De 500 m de longueur, de 60 m de largeur et pour 4,5 m de profondeur, cet étang se situe dans les Franches-Montagnes, précisément sur le territoire de la commune de Saignelégier. 

## Histoire
La zone autour de l'étang est une tourbière formée il y a 12 000 ans. L'étang lui-même a été créé au XVIIe siècle pour alimenter un moulin à céréales, d'où son nom rappelant les "gruaux" d’avoine. En parallèle, la tourbe y est exploitée pour le chauffage jusqu'en 1943, année de l'assèchement du marais.
Le 5 février 1980, le gouvernement du canton du Jura place l'étang sous la protection de l'État en le transformant en réserve naturelle. Dans les années 1980, un plan de régénération a été mis en place afin de combler les galeries utilisées pour l’extraction de la tourbe.
En 1996, un plan de gestion représentant le résultat d'un premier consensus entre les différents acteurs et partenaires de plus de 100 hectares de réserve naturelle répartis sur quatre communes – Saignelégier, Tramelan, Le Bémont, Montfaucon - est établi dans un but de préserver cet espace naturel qui est aussi un terrain de détente visité par 100 000 à 150 000 personnes chaque année. Elles s’y adonnent à la balade, au pique-nique, à la baignade, au patin sur la glace en hiver et à la pêche (brochet, perche, carpe, tanche, introduits par l'homme).

## Galerie

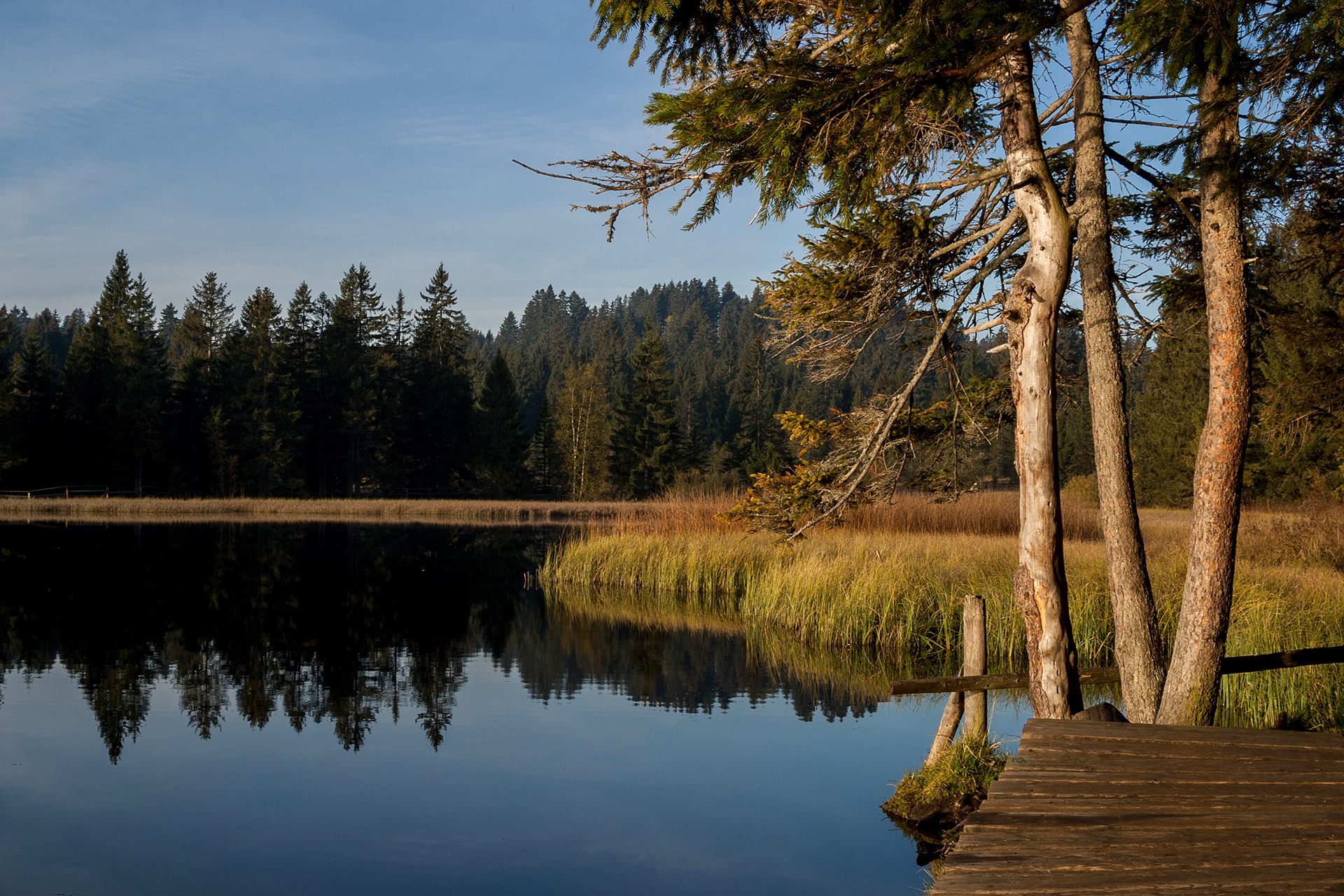
Étang de la Gruère en automne
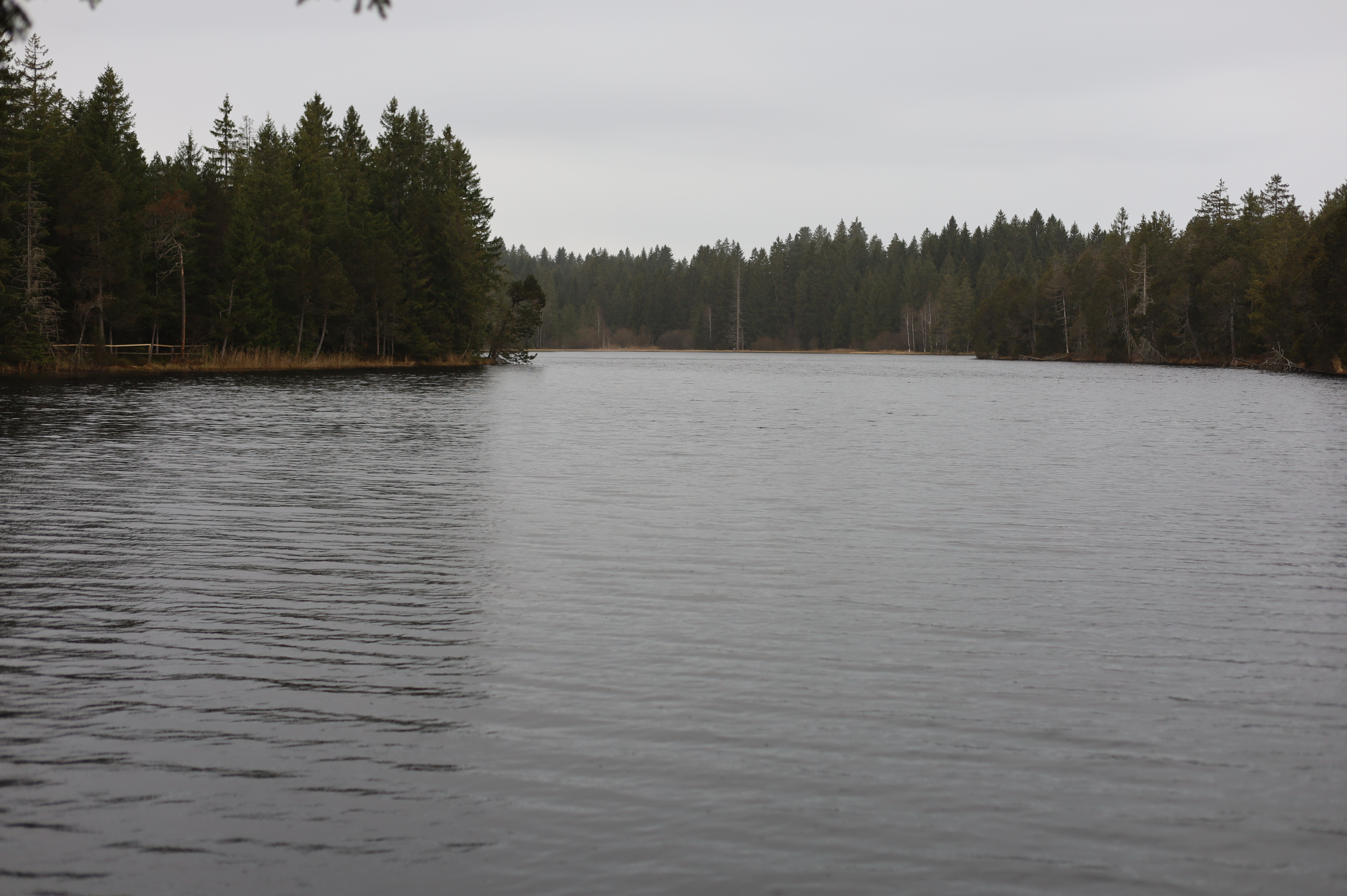
Étang de la Gruère en hiver